# Skiffertangara
Skiffertangara (Creurgops dentatus) är en fågel i familjen tangaror inom ordningen tättingar.

## Utseende
Skiffertangara är en stor tangara i grått och rött. Hanen är mörkgrå med mörkt rödorange hjässa. Honan är grå ovan och rostorange under, med vitt på nedre delen av buken och i ett ögonbrynsstreck. 

## Utbredning och systematik
Fågeln förekommer i Anderna från sydöstra Peru till västra Bolivia (La Paz och Cochabamba). Den behandlas som monotypisk, det vill säga att den inte delas in i några underarter.

## Levnadssätt
Skiffertangaran hittas i fuktiga bergsskogar på medelhög höjd. Den födosöker i täta skogars mellersta skikt, vanligen som en del av kringvandrande artblandade flockar.

## Status och hot
Arten har ett stort utbredningsområde, men tros minska i antal, dock inte tillräckligt kraftigt för att den ska betraktas som hotad. Internationella naturvårdsunionen IUCN listar arten som livskraftig (LC).